# يوليوس غوتمان
يوليوس غوتمان (بالألمانية: Julius Guttmann)‏ (و. 1880 – 1950 م) هو مؤرخ، وحاخام، وفيلسوف، وأستاذ جامعي من ألمانيا، وإسرائيل، ولد في هيلدسهايم، توفي في القدس، عن عمر يناهز 70 عاماً.

## التعليم
تعلم في جامعة فروتسواف
.